# MicroTCA
MicroTCA (англ. Micro Telecommunications Computing Architecture, иногда MTCA, µTCA — Микроархитектура для телекоммуникационных вычислений) — стандарт модульной архитектуры для создания телекоммуникационных систем и сетевого оборудования, разработанный группой PICMG. Является дополнением к стандарту AdvancedTCA с меньшими размерами модульных плат (лезвий).
Спецификация MicroTCA описывает требования для AdvancedMC-модулей, которые подключаются к кроссплате. Спецификация также описывает общие механические свойства, форм-факторы плат, блоков питания, средств охлаждения, а также особенности управления MicroTCA системами.
MicroTCA дополняет основную спецификацию PICMG 3.0 — AdvancedTCA Base. Тогда как AdvancedTCA изначально разрабатывался для высокопроизводительных телекоммуникационных систем, спецификация MicroTCA описывает более компактные и дешевые системы. Кроме того стандарт MicroTCA охватывает расширенный круг применений, включающий системы для жесткого исполнения и системы двойного назначения. Изучаются возможности использования стандарта в космических аппаратах.
MicroTCA унаследовала много из философии AdvancedTCA, включая несколько возможных топологий соединения компонентов (звезда, двойная звезда, сеть) и развитые возможности мониторинга и управления, в том числе по протоколу IPMI.

## Модули AdvancedMC
Advanced Mezzanine Card(AMC) — формат мезонинных модулей, применяемый в системах MicroTCA в качестве функциональных плат. Существует 5 версий модулей: AMC.0 (базовая спецификация с универсальным коннектором, версия дополнялась в 2005—2006 годах, сигналы LVDS), AMC.1 (на базе протокола PCI Express), AMC.2 (на базе Gigabit Ethernet и интерфейса XAUI), AMC.3 (для модулей хранения данных), AMC.4 (на базе протокола Serial RapidIO). Определено 6 вариантов размера модулей, наиболее часто используется полноразмерный модуль, позволяющий применять компоненты высотой до 23.25 мм от центральной линии платы. Средние размеры допускают компоненты высотой до 11.65 или 14.01 мм (в зависимости от местоположения), компактные модули — лишь 8.18 мм. Плата модуля одинарной ширины имеет размеры 73.8 мм на 183.5 мм, двойной ширины — 148.8 на 183.5 мм.
Печатные платы модулей AMC имеют двусторонний краевой разъём (Edge card connector) на 170 контактов (для одинарной ширины), но также имеются и другие варианты разъёмов:
| Тип разъёма | Количество контактов | Тип мезонина                                                          |
| ----------- | -------------------- | --------------------------------------------------------------------- |
| B           | 85                   | Один модуль, в котором задействованы только контакты 1-85             |
| B+          | 170                  | Один модуль, в котором задействованы все контакты (1-170)             |
| AB          | 170                  | Два модуля в стеке, каждый из которых использует только контакты 1-85 |
| A+B+        | 340                  | Два модуля в стеке, каждый из которых использует все контакты (1-170) |

## Шасси MicroTCA
Стандарт определяет 6 вариантов шасси по размеру: одноярусные полки для модулей одинарной ширины (одно- и двухсторонние), двухъярусные полки (под модули одинарной ширины или под модули разных форматов), кубические полки, пикополки. Во всех вариантах допускается установка модулей AdvancedMC (AMC), контроллера MCH (MCH, MicroTCA Carrier Hub) и модулей питания (PM, Power Modules, предоставляют напряжения 3,3 и 12 вольт, в том числе по нескольким независимым каналам).

## Применение MicroTCA
Стандарт MTCA c дочерними модулями АМС является основой радиооборудования, в том числе MIMO, в сетях сотовой связи 5-го поколения. Используется в оборудовании базовых станций сотовой связи LTE.
AMC модули могут иметь мезонинные (накладные) платы FPGA Mezzanine Card (FMC) стандарта OpenVPX с микросхемами АЦП и ЦАП для многоканального аналого-цифрового преобразования сигналов и их цифрового синтеза.